# 夏开文
夏开文（1973年8月—），湖北孝感人，中国地质大学（北京）教授，中国教育部长江学者特聘教授，中国国家高层次人才计划入选者，主要从事二氧化碳地质封存、地震力学及岩石动力学研究。

## 社会兼职
- 中国岩石力学与工程学会理事
- 中国大坝工程学会大坝数值模拟专业委员会副主任委员